# Aphrodisium
Aphrodisium (лат.) — род жесткокрылых насекомых из семейства усачей.

## Распространение
Обитают на юге Китая и в Юго-Восточной Азии (в том числе, во Вьетнаме).

## Описание
Довольно крупные, продолговатые, блестящие жуки металлического цвета, ноги часто красноватые. Усики тонкие и примерно равны длине тела насекомого. Голова слегка удлиненной формы. Переднеспинка округло-шестиугольной формы с тупыми зубцами с каждой стороны. Ноги тонкие, задние довольно длинные.

## Биология
Личинки развиваются в древесине лиственных деревьев.

## Классификация
В составе рода:
- Aphrodisium alabardae Ritsema, 1888
- Aphrodisium attenuatum Gressitt
- Aphrodisium basifemoralis (Pic, 1902)
- Aphrodisium cantori (Hope, 1840)
- Aphrodisium convexicolle Gressitt & Rondon, 1970
- Aphrodisium cribricolle Van der Poll, 1890
- Aphrodisium delatouchii Fairmaire, 1886
- Aphrodisium distinctipes (Pic, 1904)
- Aphrodisium faldermannii (Saunders, 1853)
- Aphrodisium gregoryi (Podaný, 1971)
- Aphrodisium griffithi (Hope, 1840)
- Aphrodisium hardwickianum (White, 1853)
- Aphrodisium inexpectatum Podaný, 1971
- Aphrodisium luzonicum Schultze, 1920
- Aphrodisium metallicollis (Gressitt, 1939)
- Aphrodisium muelleri Tippmann, 1955
- Aphrodisium neoxenum (White, 1853)
- Aphrodisium niisatoi Vives & Bentanachs, 2007
- Aphrodisium ohkurai Hayashi, 1992
- Aphrodisium panayarum Schultze, 1920
- Aphrodisium planicolle Van der Poll, 1890
- Aphrodisium robustum (Bates, 1879)
- Aphrodisium rufiventre (Gressitt, 1940)
- Aphrodisium sauteri (Matsushita, 1933)
- Aphrodisium saxosicolle Fairmaire, 1902
- Aphrodisium schwarzeri Podaný, 1971
- Aphrodisium semiignitum (Chevrolat, 1841)
- Aphrodisium semipurpureum Pic, 1925
- Aphrodisium strandi Plavilstshikov, 1932
- Aphrodisium thibetanum Pic, 1925
- Aphrodisium tonkineum Pic, 1925
- Aphrodisium tricoloripes Pic, 1925
- Aphrodisium vermiculosum Gressitt, 1942
- Aphrodisium viridescens Hayashi, 1974
- Aphrodisium viridiaeneum Hayashi, 1992
- Aphrodisium yugaii Kano, 1933